# Siegfried Malyska
Siegfried Malyska (* 11. Juni 1956) ist ein ehemaliger deutscher Fußballspieler, der für die BSG Stahl Brandenburg in der DDR-Oberliga spielte.

## Sportliche Laufbahn
Malyska kam 1970 mit 14 Jahren in die Schülermannschaft der BSG Stahl Brandenburg. Dort durchlief er alle Nachwuchsmannschaften, bis er im November 1975 zum Wehrdienst eingezogen wurde. Im Sommer 1977 kehrte Malyska zu Stahl Brandenburg zurück, wo er während der nächsten Spielzeiten als Stürmer der 1. Mannschaft in der zweitklassigen DDR-Liga spielte. In der Saison 1978/79 wurde er mit zehn Liga-Treffern bester Torschütze der Brandenburger. 1983 stand Stahl Brandenburg als Liga-Staffelsieger erstmals vor dem Aufstieg in die DDR-Oberliga, scheiterte aber in der Aufstiegsrunde. Von den acht Qualifikationsspielen der Brandenburger bestritt Malyska sieben Begegnungen, jedoch nur als Wechselspieler. In der Spielzeit 1983/84 war Stahl Brandenburg erfolgreicher. Die Mannschaft wurde erneut Staffelsieger, zu dem Malyska mit zwölf Einsätzen und einem Torerfolg beigetragen hatte. In den acht Aufstiegsspielen war Malyska zweimal dabei, einmal eingewechselt, einmal über die volle Spieldauer.
Was sich bereits in der Aufstiegssaison abgezeichnet hatte, setzte sich in der ersten Oberligaspielzeit der BSG Stahl fort: Malyska war im Aufgebot der Oberligamannschaft nur noch Ersatzspieler. Deshalb kam er erst im siebten Punktspiel zum Einsatz, in der 74. Minute der Begegnung BFC Dynamo – BSG Stahl (2:0). Auch im weiteren Verlauf der Saison war Malyska bis auf eine Partie nur Einwechselspieler. Lediglich am 13. Spieltag (BSG Stahl Riesa – BSG Stahl Brandenburg 2:2) stand er als linker Mittelfeldspieler für 90 Minuten auf dem Platz. Insgesamt bestritt er in der Oberliga neun Punktspiele, ohne ein Tor zu erzielen.
Zur Saison 1985/86 wechselte Malyska zur BSG Chemie im nahegelegenen Premnitz. Dort spielte er in der drittklassigen Bezirksliga Potsdam und kehrte nicht mehr in den höherklassigen Fußball zurück.